# Oceretnea, Pohrebîșce
Oceretnea (în ucraineană Очеретня) este localitatea de reședință a comunei Oceretnea din raionul Pohrebîșce, regiunea Vinnița, Ucraina.

## Demografie
Componența lingvistică a localității Oceretnea
     Ucraineană (99,43%)
     Alte limbi (0,57%)
Conform recensământului din 2001, majoritatea populației localității Oceretnea era vorbitoare de ucraineană (99,43%), existând în minoritate și vorbitori de alte limbi.

## Legături externe
- pl Oczeretnia 2) u źródeł rzeki Napadówki albo Budkiewki, dopływu Sobu, powiat lipowiecki în Dicționarul geografic al Regatului Poloniei și al altor țări slave, volum VII (Netrebka — Perepiat) 1886